# Résolution 20 du Conseil de sécurité des Nations unies
Membres permanents
- Chine
- États-Unis
- France
- Royaume-Uni
- URSS

Membres non permanents
- Australie
- Belgique
- Brésil
- Colombie
- Pologne
- Syrie

Résolution no 19 Résolution no 21
La résolution 20 est une résolution du Conseil de sécurité de l'ONU qui a été votée le 10 mars 1947 après examen du premier rapport de la commission de l'énergie atomique, et qui :
- reconnaît le caractère provisoire des accords donnés par les membres du conseil,
- transmet à la commission le procès-verbal de son examen du premier rapport,
- invite la commission à faire des propositions concrètes  et à soumettre un ou plusieurs projets de traités,
- invite la commission à produire un second rapport.

## Texte
- Résolution 20 sur fr.wikisource.org
- Résolution 20 sur en.wikisource.org